# Ulna
Cubitus
Pour les articles homonymes, voir Ulna (homonymie).
L’ulna (du latin, « avant-bras »), ou en ancienne nomenclature et dans le langage courant, cubitus (du latin, « coude »), est un os long qui constitue, avec le radius, l'avant-bras. Il occupe la partie médiale de l'avant-bras.
Il s'articule en haut avec l'humérus et le radius et en bas avec le radius. L'ulna et le radius jouent un rôle décisif dans le mouvement de pronation / supination de l'avant-bras.
Il est constitué d'un corps (la diaphyse) et de deux extrémités (les épiphyses proximale et distale).

## Description

### Corps
Le corps de l'ulna est compris entre les deux extrémités articulaires. Il présente de face une double courbure à concavité médiale en haut et latérale en bas et il est concave en avant.
Il présente trois faces (antérieure ou palmaire, postérieure et médiale) et trois bords (dorsal, palmaire et interosseux).

#### Face antérieure
La face antérieure ou palmaire est plus large en haut qu'en bas. C'est la zone d'origine du muscle fléchisseur profond des doigts dans ses trois-quarts supérieurs. Son quart inférieur est séparé de la partie supérieure par une crête oblique en bas et vers l'intérieur qui marque l'origine du muscle carré pronateur. À la jonction de la partie supérieure avec le tiers médian de l'os se trouve le canal nutritif, dirigé obliquement vers le haut.

#### Face postérieure
La face postérieure est dirigée vers l'arrière et latéralement. Sa partie supérieure est large et concave, sa partie moyenne est plus étroite et convexe, sa partie inférieure est étroite et lisse.
Une crête oblique s'étend de l'extrémité dorsale de l'incisure radiale jusqu'au bord dorsal : la crête du muscle supinateur.
Au-dessus de cette crête, la surface triangulaire formée reçoit l'insertion du muscle anconé. Sur la partie supérieure de la crête, s’insère la lame aponévrotique du chef superficiel du muscle supinateur.
Au-dessous de cette crête, une crête longitudinale sépare la surface en deux parties. La partie médiale est lisse et recouverte par le muscle extenseur ulnaire du carpe. La partie latérale, plus large et plus rugueuse, donne naissance de haut en bas au muscle supinateur, au muscle long abducteur du pouce, au muscle long extenseur du pouce et au muscle extenseur de l'index.

#### Face médiale
La face médiale est large et concave en haut, étroite et convexe en bas. Ses trois quarts supérieurs donnent origine au muscle fléchisseur profond des doigts et son quart inférieur est sous-cutané.

#### Bord dorsal
Le bord dorsal sépare la face médiale de la face dorsale.
Il commence en haut à l'apex de la surface sous-cutanée triangulaire à l'arrière de l’olécrane et se termine en bas à l'arrière du processus styloïde de l'ulna.
Il est bien marqué dans les trois quarts supérieurs et donne attache à une aponévrose qui donne une origine commune au muscle fléchisseur ulnaire du carpe, au muscle extenseur ulnaire du carpe et au muscle fléchisseur profond des doigts.
Son quart inférieur est lisse et arrondi.

#### Bord palmaire
Le bord palmaire sépare la face antérieure de la face médiale.
Il commence à l'angle médian proéminent du processus coronoïde et se termine devant le processus styloïde.
Sa partie supérieure est bien définie et sa partie médiane est lisse et arrondie. Elles donnent naissance au muscle fléchisseur profond des doigts. Son quart inférieur est l'origine du muscle carré pronateur.

#### Bord interosseux
Le bord interosseux sépare la face antérieure de la face postérieure.
Il commence au-dessus par la réunion de deux lignes qui convergent des extrémités de l'incisure radiale en enfermant entre elles un espace triangulaire pour l'origine d'une partie du muscle supinateur. Il se termine à la tête de l'ulna. Sa partie supérieure est pointue, son quart inférieur lisse et arrondi. Cette crête donne attache à la membrane interosseuse de l’avant-bras.

### Épiphyse proximale

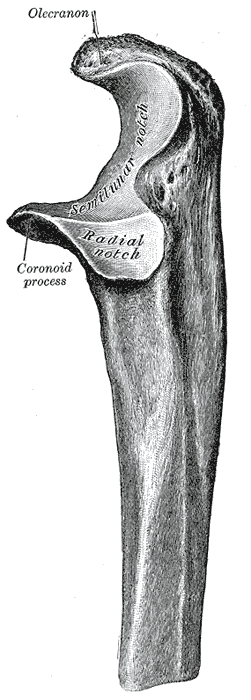
Épiphyse proximale de l'ulna gauche (vue latérale).

L'épiphyse proximale est constituée de deux apophyses : l'olécrane et le processus coronoïde. Elles forment une cavité articulaire en forme de crochet : l'incisure trochléaire.

#### Olécrane
L'olécrane est une grande éminence verticale, épaisse et incurvée, située à la partie supérieure et postérieure de l'ulna. Il est recourbé en avant au sommet de manière à présenter une lèvre proéminente qui vient se loger dans la fosse de l'olécrane de l'humérus lors de l'extension de l'avant-bras.
Sa base est resserrée à sa jonction avec la diaphyse.
Sa face postérieure, dirigée vers l'arrière, est triangulaire, lisse, sous-cutanée et recouverte de la bourse subcutanée de l'olécrane.
Sa face supérieure est de forme quadrilatérale, marquée en arrière par une empreinte rugueuse pour l'insertion du muscle triceps brachial. À l'avant près du bord, une légère rainure transversale pour la fixation du faisceau postérieur du ligament collatéral radial de l'articulation du coude.
Sa face antérieure est lisse, concave et forme la partie supérieure de l'incisure trochléaire.
Son bord présentent des prolongements du sillon de la face supérieure. Du côté médial il correspond à l'insertion du ligament collatéral ulnaire, du côté latéral au faisceau postérieur du ligament collatéral radial.
Sur le bord médial s'insère le chef ulnaire du muscle fléchisseur ulnaire du carpe et sur le bord latéral s'insère le muscle anconé.

#### Processus coronoïde
Le processus coronoïde est une éminence pyramidale quadrangulaire faisant saillie vers l'avant de la partie supérieure et antérieure de l'ulna.
Sa base est continue avec la diaphyse et très résistante.
Son sommet est pointu en forme de bec légèrement incurvé vers le haut. Pendant la flexion de l'avant-bras, il se loge dans la fosse coronoïde de l'humérus.
Sa surface supérieure est lisse, concave et forme la partie inférieure de l'incisure trochléaire.
Sa face antéro-inférieure est concave, et marquée par une empreinte rugueuse pour l'insertion du muscle brachial. À la jonction de cette surface avec le devant de la diaphyse est une éminence rugueuse, la tubérosité de l'ulna, qui donne insertion à une partie du muscle brachial et son bord latéral donne insertion à la corde oblique de la membrane interosseuse de l’avant-bras.
Sa surface latérale présente une étroite dépression articulaire oblongue, l'incisure radiale.
Sa face médiale présente une petite éminence arrondie qui est une origine du chef huméro-ulnaire du muscle fléchisseur superficiel des doigts. Derrière cette éminence, une petite dépression reçoit une partie de l'origine du muscle fléchisseur profond des doigts. Une crête descend de l'éminence qui sert d'origine au chef ulnaire du muscle rond pronateur. Le bord libre sert à la fixation d'une partie du ligament collatéral ulnaire.

#### Incisure trochléaire
L'incisure trochléaire est une large dépression concave de haut en bas, formée par l'olécrane et le processus coronoïde. Elle reçoit la trochlée humérale pour former l'articulation huméro-ulnaire.
La surface interne de l'encoche se rétrécit en son milieu au niveau de la jonction entre l'olécrane et le processus coronoïde. Elle est divisée en une partie médiale et une partie latérale par une crête lisse allant du sommet de l'olécrane à l'extrémité du processus coronoïde. La partie médiale est la plus grande, et est légèrement concave transversalement. La partie latérale est convexe en haut et légèrement concave en bas.

#### Incisure radiale
L'incisure radiale est une dépression articulaire étroite et oblongue sur le côté latéral du processus coronoïde.Elle reçoit la surface articulaire circonférentielle de la tête du radius pour former l'articulation radio-ulnaire proximale. Elle est concave d'avant en arrière, et ses extrémités saillantes servent à l'attache du ligament annulaire.

### Épiphyse distale
L'épiphyse distale (ou tête de l'ulna ou tête du cubitus) présente latéralement une surface articulaire : la circonférence articulaire de la tête de l'ulna et médialement un processus : le processus styloïde de l'ulna.
La circonférence articulaire possède une partie, de forme ovale ou semi-lunaire, dirigée vers le bas, et qui s'articule avec la surface supérieure du disque articulaire radio-ulnaire distal qui le sépare de l'articulation du poignet. La partie restante, dirigée latéralement, est étroite, convexe et s’insère dans l'incisure ulnaire du radius pour former l'articulation radio-ulnaire distale.
Le processus styloïde est une saillie conique qui descend un peu plus bas que la surface articulaire et est située en dedans et légèrement en arrière de l'épiphyse. À son extrémité arrondie s'attache le ligament collatéral ulnaire du carpe.
Le processus styloïde est séparé de la surface articulaire par une dépression permettant la fixation de l'apex du disque articulaire radio-ulnaire distal et à l'arrière par une rainure peu profonde pour le passage du tendon du muscle extenseur ulnaire du carpe.

## Anatomie fonctionnelle

### Système articulaire
L'ulna est impliqué dans les système articulaires du coude et du poignet. Il intervient dans les mouvements de flexion / extension de l'avant-bras et dans les mouvements de pronation / supination.
Au niveau du coude, il s'articule avec l'humérus au niveau de l'articulation huméro-ulnaire qui intervient dans la flexion / extension de l'avant-bras, et avec le radius au niveau de l'articulation radio-ulnaire proximale qui forme l'articulation de pivotement pour la pronation / supination..
Au niveau du poignet, il s'articule avec le disque articulaire radio-ulnaire distal et avec le radius au niveau de l'articulation radio-ulnaire distale.
Il s'articule également avec le radius avec la syndesmose radio-ulnaire par l'intermédiaire de la membrane interosseuse de l’avant-bras.

### Système musculaire

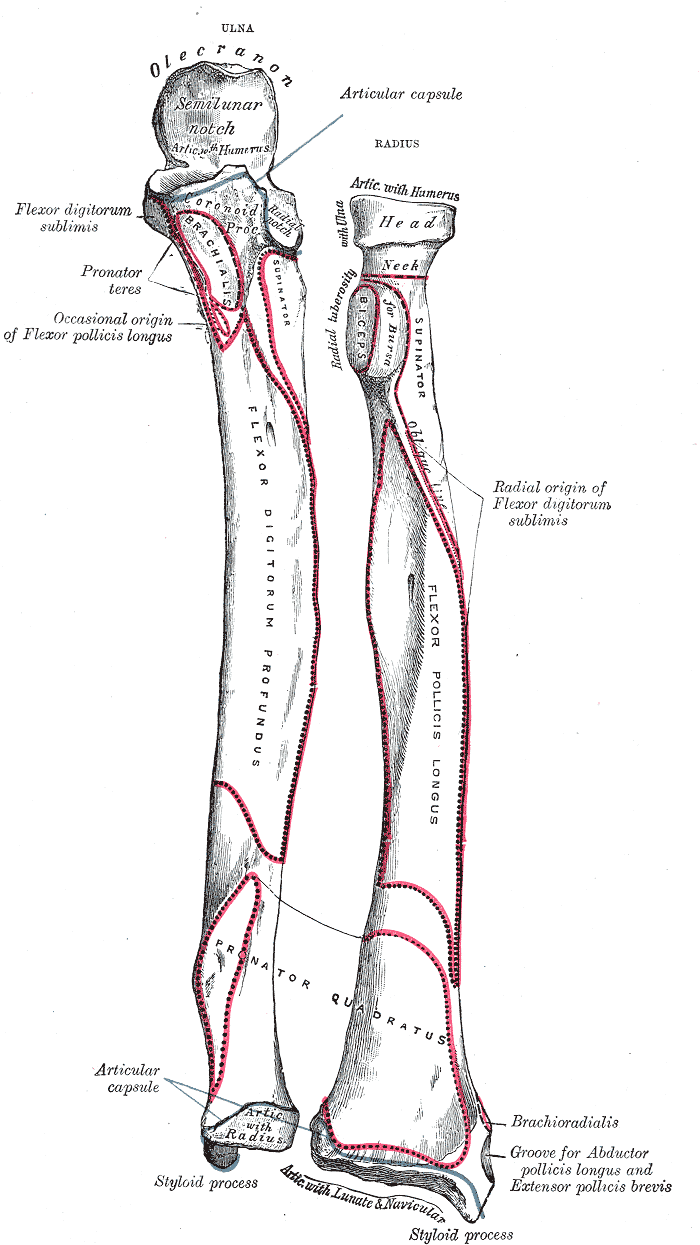
Vue antérieure des os de l'avant-bras et des insertions musculaires.

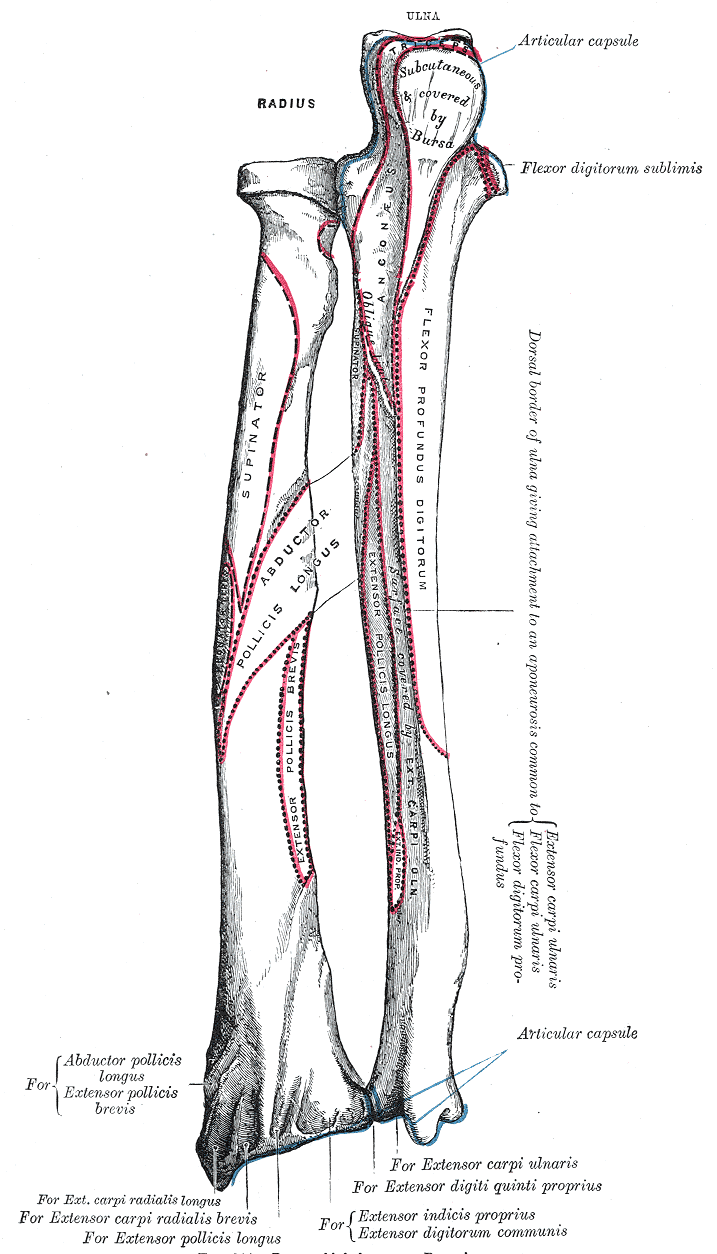
Vue postérieure des os de l'avant-bras et des insertions musculaires.

L'ulna est l'origine et le point d'insertion des muscles suivants :
| Muscle                                    | Direction | Emplacement |
| Muscle triceps brachial                   | Insertion | partie postérieure de la surface supérieure de l'olécrane (via le tendon commun)                                                 |
| Muscle anconé                             | Insertion | face latérale de l'olécrane |
| Muscle brachial                           | Insertion | face antérieure du processus coronoïde de l'ulna                                                                                 |
| Muscle rond pronateur                     | Origine   | surface médiale sur la partie médiane du processus coronoïde (partage également l'origine avec l'épicondyle médial de l'humérus) |
| Muscle fléchisseur ulnaire du carpe       | Origine   | l'olécrane et face postérieure de l'ulna (partage également l'origine avec l'épicondyle médial de l'humérus)                     |
| Muscle fléchisseur superficiel des doigts | Origine   | processus coronoïde (partage également l'origine avec l'épicondyle médial de l'humérus et le radius)                             |
| Muscle fléchisseur profond des doigts     | Origine   | face antéro-médiale de l'ulna (partage également son origine avec la membrane interosseuse de l'avant-bras)                      |
| Muscle carré pronateur                    | Origine   | face antérieure de la partie distale de la diaphyse ulnaire                                                                      |
| Muscle extenseur du carpe ulnaire         | Origine   | bord postérieur de l'ulna (partage également l'origine avec l'épicondyle latéral de l'humérus)                                   |
| Muscle supinateur                         | Origine   | partie proximale de l'ulna (partage également l'origine avec l'épicondyle latéral de l'humérus)                                  |
| Muscle long abducteur du pouce            | Origine   | face postérieure de l'ulna (partage également l'origine avec la face postérieure du radius                                       |
| Muscle long extenseur du pouce            | Origine   | face postérieure de l'ulna (partage également son origine avec la diaphyse dorsale du radius et la membrane interosseuse)        |
| Muscle extenseur de l'index               | Origine   | face postérieure de l'ulna distal (partage également son origine avec la membrane interosseuse)                                  |

## Embryologie

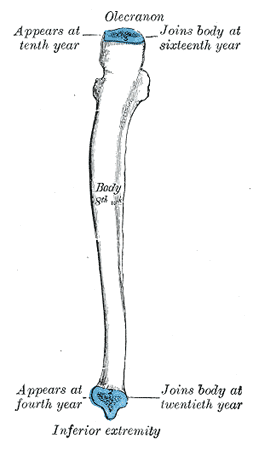
L'ossification de l'ulna.

L'ulna s'ossifie à partir de trois centres : un pour la diaphyse, un pour l'épiphyse proximale et un pour l'épiphyse distale.
Le premier apparaît vers la huitième semaine de la vie fœtale et s'étend à l'ensemble de la diaphyse. À la naissance, les épiphyse sont cartilagineuses.
Vers la quatrième année, un centre apparaît dans l'épiphyse distale.
Vers la dixième année, un centre apparaît dans l'olécrane près de son extrémité.
L'ossification de l'épiphyse proximale rejoint celle de la diaphyse vers 16 ans et celle de l'épiphyse distale vers 20 ans.

## Histologie
L'ulna est un os long. Le canal médullaire long et étroit est enfermé dans une solide paroi de tissu cortical qui est plus épaisse le long du bord interosseux et de la surface dorsale. Aux extrémités la couche compacte s'amincit.
La couche compacte se poursuit sur le dos de l'olécrane sous la forme d'une plaque d'os spongieux serré avec des lamelles parallèles.

## Aspect clinique
L'ulna peut subir une fracture à plusieurs niveaux lors d'un traumatisme. En particulier c'est une fracture entrainée par un réflexe de protection contre un traumatisme direct (coup).
Lorsqu'elle qu'elle se produit dans les deux-tiers distaux avec un déplacement minime (inférieur à 50% et angulation inférieur à 10°) , elle peut être réparé par immobilisation plâtrée.
Lorsqu'elle se produit dans le tiers proximal elle peut s'associer avec un traumatisme associé des articulations du coude et le traitement conservatoire peut être chirurgical. Comme dans la fracture de Monteggia qui associe une fracture du tiers proximal de l'ulna à une luxation de la tête du radius.
Il existe une absence congénitale de l'ulna qui s'accompagne souvent de l'aplasie des 4e et 5e rayons de la main (4e et 5e doigts).

## Anatomie comparée

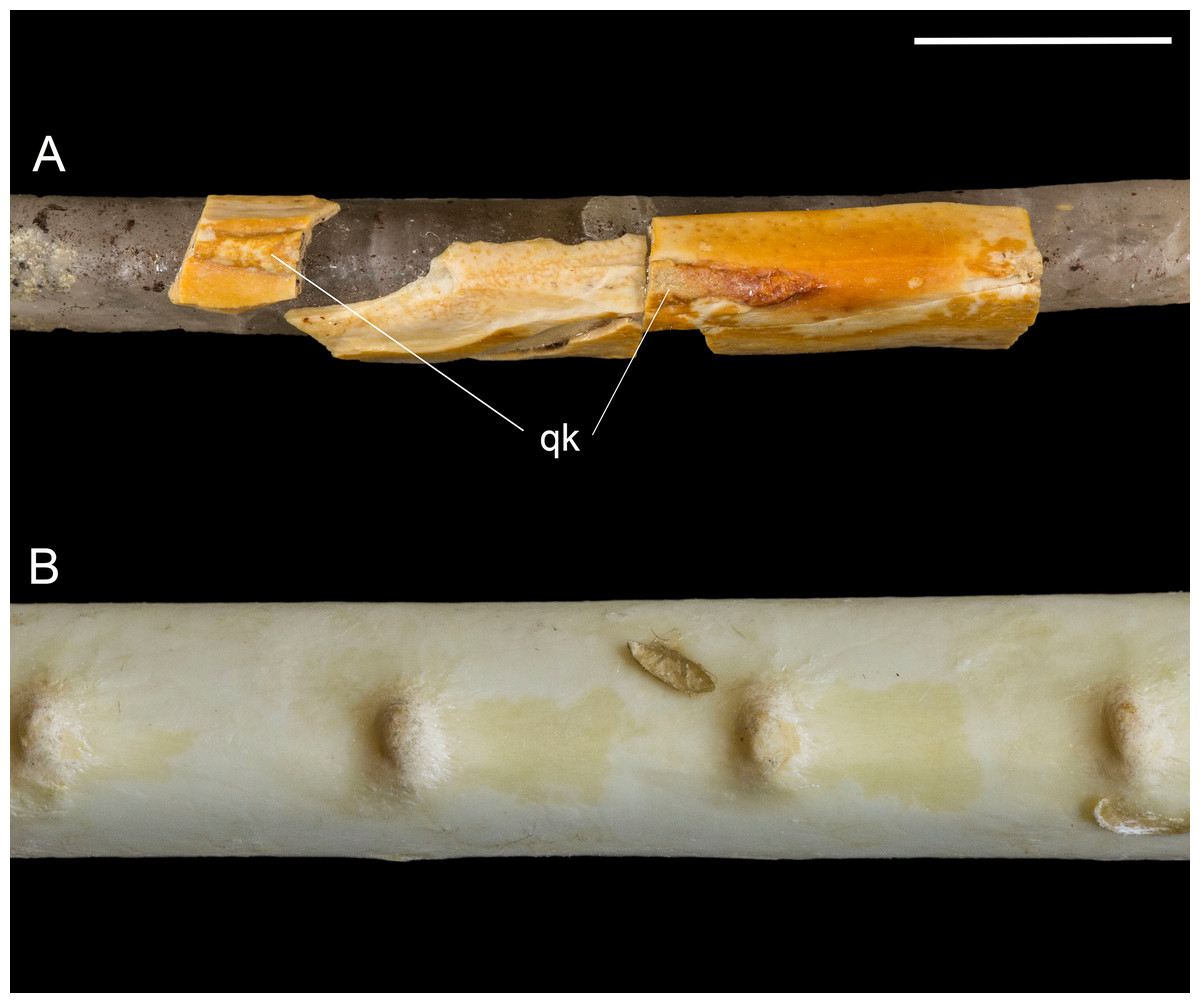
Boutons de plumes sur l'ulna des oiseaux fossiles (en haut) et modernes (en bas).

Chez les animaux à quatre pattes, le radius est le principal os porteur de la patte antérieure l'ulna joue principalement un rôle d'ancrage musculaire.
Chez de nombreux mammifères, l'ulna est partiellement ou totalement fusionné avec le radius et peut ne pas exister en tant qu'os séparé. Cependant, même dans les cas extrêmes de fusion, comme chez les chevaux, l'olécrane est toujours présent.
Chez les oiseaux et certains dinosaures, l'ulna forme une surface d'attache pour les rémiges secondaires. Celles-ci laissent souvent des preuves ostéologiques sous la forme de boutons de plume, ce qui permet l'identification des plumes dans les fossiles qui, autrement, manquent d'informations tégumentaires.

## Galerie

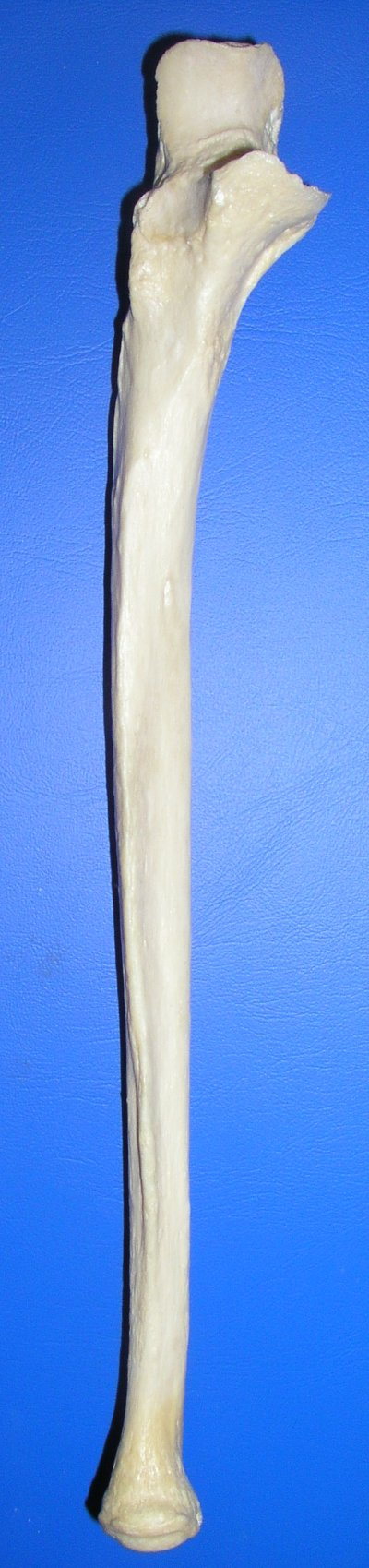
vue antérieure
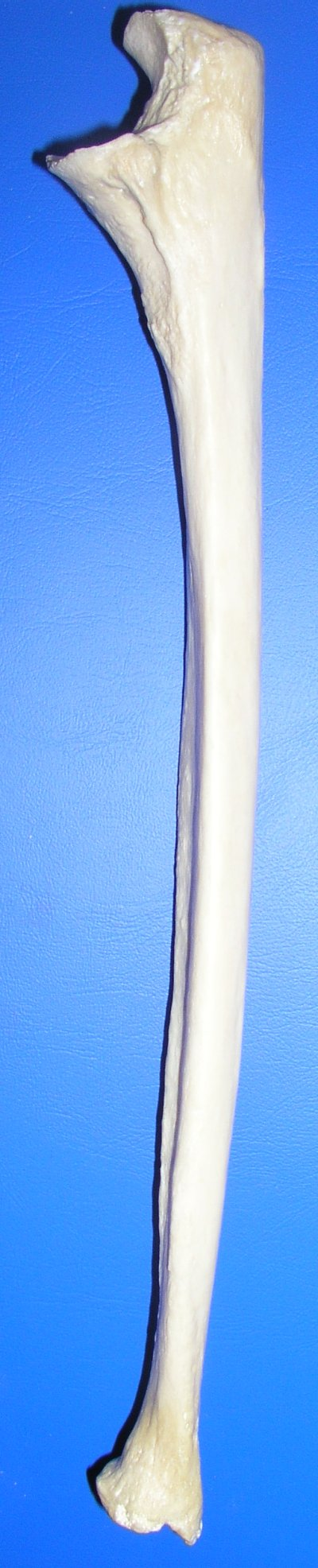
vue médiale
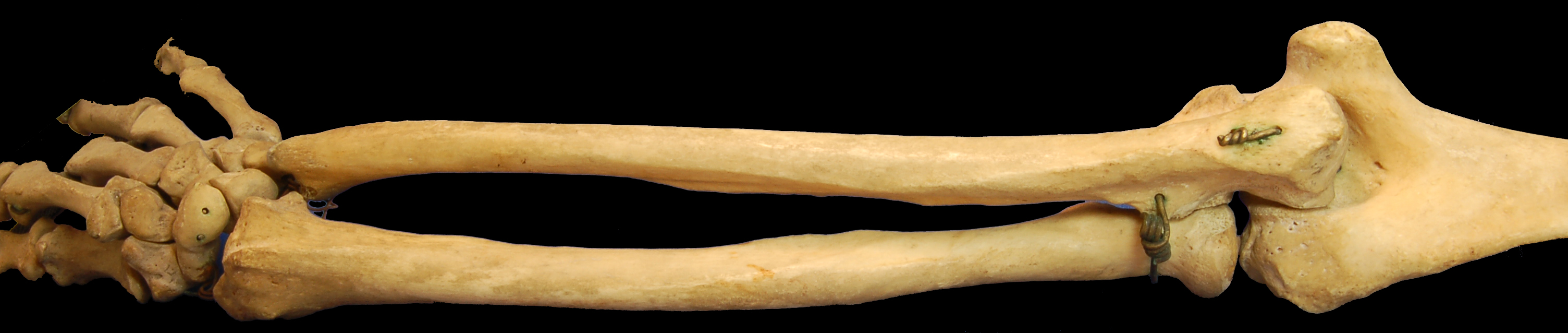
Ulna au-dessus du radius
Ulna en 3D